# Székelyhon.ro
A Székelyhon.ro egy 2009. november 12-én indult, romániai, magyar nyelven közlő internetes hírportál. Alapító kiadója az Albert András székelyudvarhelyi üzletember többségi tulajdonában levő UH Kiadó Kft., amely később az Udvarhelyi Híradó Kft. nevet vette fel. Alapító főszerkesztője Rédai Attila, aki az indulástól 2015 szeptemberéig látta el ezt a feladatot. 
Alapításakor a Székelyhon.ro a médiacsoport birtokában levő székelyföldi nyomtatott napilapok, az Udvarhelyi Híradó, a Csíki Hírlap, a Vásárhelyi Hírlap, később pedig a Gyergyói Hírlap szerzőitől és külső munkatársaktól közölt írásokat, illetve tudósítókat foglalkoztatott Háromszéken is. Alapításától a kiadó birtokában levő, papír alapú médiumok internetes megjelenési felületeként is működött. A legelső össz-székelyföldi internetes hírportálként határozta meg magát, és mint ilyen, jelentősen hozzájárult a közös, a romániai közigazgatási egységeket képező megyék fölötti, regionális székelyföldi sajtónyilvánosság kialakításához.
2011-ben az Udvarhelyi Híradó kiadóban a Határok Nélkül a Magyar Sajtóért Alapítvány szerzett többségi tulajdonrészt. Miután a kiadó 2017. decemberben csődvédelmet kért, az alkalmazottak 2018 januárjától a Príma Press Kft.-hez kerültek át. A portál a magyar kormány által támogatott Erdélyi Médiatér Egyesület részévé vált.